# Basisches Zirconium(IV)-carbonat
Basisches Zirconium(IV)-carbonat ist eine chemische Verbindung aus der Gruppe der Hydroxokomplexe. Es stellt eine Verbindung zwischen Zirconiumdioxid und Kohlendioxid dar. Es liegt als weißes Pulver vor. Es wird als Ausgangsstoff zur Herstellung anderer Zirconiumverbindungen und als Farbtrocknungsmittel (z. B. in der Papierindustrie) verwendet.

## Gewinnung und Darstellung
Hergestellt werden kann basisches Zirconium(IV)-carbonat durch Reaktion von einer Zirconylchloridlösung mit Ammoniumcarbonat.

## Externe Links zu erwähnten Verbindungen
1. ↑  Externe Identifikatoren von bzw. Datenbank-Links zu Zirkoniumcarbonat-Oxidhydrat:  CAS-Nr.: 12671-00-0, EG-Nr.: 603-154-2, ECHA-InfoCard: 100.106.855, PubChem: 72941502, ChemSpider: 32701893, Wikidata: Q27254889.